# 2022年惠州地震
2022年惠州地震是指北京时间2022年3月14日所發生的一次里氏地震規模4.1級的地震。
經中国地震台网正式测定後，地震於北京时间当日清晨02时28分48秒，在北緯22.51°、東經115.04°的廣東省惠州市惠東縣平海镇附近之水域上發生，震源深度25公里。
據广东省及惠州市當局表示，該次地震亦為惠州市境內有紀錄以來所發生的最強烈地震，震中距離海岸线最近约16公里、距離惠州市惠东县平海镇约22公里，周边20公里内无村庄分布，100公里内无乡镇驻地分布。地震發生時，惠州、深圳、汕尾、东莞、揭阳、珠海等地震感較明显，但未有接獲人员伤亡和财产损失情况报告，而地震發生後1小時內，當局再探測到6次余震，最大震级為2.5级。广东省地震局經初步研判後，認為該次地震发生在海域，对陆地影响较小，认为原震区近期再发生5级以上地震的可能性不大。而負責大亚湾核电基地的运营管理公司亦表示大亞灣、嶺澳及嶺東核电站的机组均安全稳定运行，地震未对基地造成任何影响。
香港天文台在當日清晨2時40分發文表示接獲市民報告表示感到地震，經初步分析後再於清晨3時16分表示距離香港東北偏東面約92公里的中國東南部近岸於清晨發生地震，香港境內的地震烈度為修訂麥加利地震烈度表的第IV（四）度，並在當日早上表示接獲超過10,000名市民作出「有感地震」之報告，打破當地自1979年設立短週期地震監測台網以來的記錄，市民大多表示感到輕微震動，震動維持數秒，而根據天文台在香港境內的輻射監測數據，當地的環境輻射水平亦一直維持正常。
澳門地球物理暨氣象局表示，震央距離澳門東北偏東約156公里 ，氣象局於當日下午表示共收到5名市民報告感覺到是次地震。